# Fundação Dom Bosco
A Fundação Dom Bosco teve sua origem durante o governo de José de Magalhães Pinto pela Lei 3.297 de 14 de dezembro de 1964. Criada por Alaíde de Souza Melo Tibo e Helena Antipoff, juntamente com outros idealizadores e colaboradores, a Fundação Dom Bosco incorporou o Instituto de mesmo nome que era voltado para a formação de professores e educação de excepcionais. Com sede em Belo Horizonte, Minas Gerais, a Fundação Dom Bosco possui atualmente duas unidades de atendimento que contam com profissionais de diferentes áreas.
A instituição é mantida com o auxílio de doações de associados e beneficiários, assim como pela prestação de serviços e por subvenções concedidas por entidades públicas e particulares, sendo seu objetivo atender às demandas da educação de excepcionais, bem como oferecer possibilidades de formação para os profissionais envolvidos na área . Além dos vários serviços voltados às crianças e adolescentes, a fundação oferece também cursos de reciclagem, formação especializada e pós-graduação de maneira que seja possível facilitar a inclusão do portador de necessidades especiais e do adolescente em situação de vulnerabilidade social.
Pioneira no trabalho com crianças e adolescentes com necessidades especiais e em práticas multidisciplinares, a Fundação Dom Bosco foi de grande relevância para o campo da Psicologia.